# Henri Maréchal

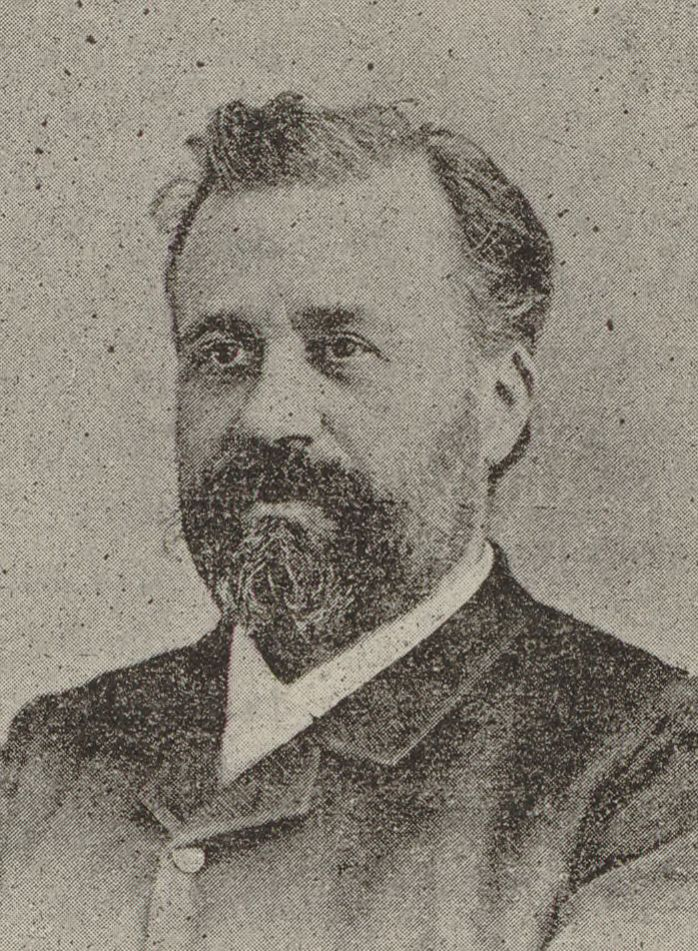
Henri Maréchal

Henri Maréchal (geboren 22. Januar 1842 in Paris; gestorben 12. Mai 1924 ebenda) war ein französischer Komponist.

## Leben
Henri Maréchal studierte Notenlehre bei Émile Chevé und Edouard Baptiste und Klavier bei Louis Chollet. Auf Anraten von Alexis de Castillon trat er in die Kompositionsklasse von Victor Massé am Conservatoire de Paris ein, wo er außerdem bei François Benoist Orgel und bei Alexis Chauvet Kontrapunkt studierte. 1870 gewann er mit der Kantate Le Jugement de Dieu den Premier Grand Prix de Rome.
Nach dem mit dem Preis verbundenen Romaufenthalt debütierte er als Komponist in Paris mit dem „poème sacré“ La Nativité (1875). Er komponierte dann mehrere Opern, Ballette und Schauspielmusiken, ein weiteres „drame sacré“, Chor- und Orchesterwerke, Lieder, kammermusikalische Werke und Motetten. Seine erste Oper Les Amoureux de Catherine wurde 1889 zum hundertsten Mal aufgeführt und wurde noch bis 1920 gegeben. Maréchals Kompositionsstil ist vielfach von Chromatik geprägt, seine musikalische Ausdrucksweise schlicht, aber dramatisch und wirkungsvoll.
Außerdem verfasste er musikkritische Artikel für den Le Figaro und veröffentlichte mehrere Bände Erinnerungen und 1910 die Monographie universelle de l’Orphéon. Er korrespondierte mit der Komponistin Marguerite Olagnier.

## Werke (Auswahl)
- La Nativité, poème sacré, 1875
- Les Amoureux de Catherine, Oper, 1876
- La Taverne des Trabans, Oper, 1876
- L’Ami Fritz, Schauspielmusik, 1876
- L’Etoile, Oper, 1881
- Les Rantzau, Schauspielmusik, 1882
- Les vivants et les mortes für vier Stimmen und Orchester, 1886
- Le miracle de Naïm, drame sacré, 1887
- Déidamie, Oper, 1893
- Calendal, Oper, 1894
- Esquisses vénitiennes „Suite symphonique“ für Orchester, 1894
- Pin-Sin, Oper, 1895
- Daphnis et Chloé, Oper, 1899
- Le Lac des Aulnes, Oper, 1907
- Crime et châtiment, Schauspielmusik
- Rapsodie für Violine und Klavier
- Elégie für Viola und Klavier,
- Chansons du Midi  für Chor
- Provence für Chor
- Le Voyage für Chor
- Agnus Dei dreistimmige Motette
- Kyrie, dreistimmige Motette
- Ave verum, Motette für Solobariton
- O Salutaris, Motette

## Schriften
- Rome: Souvenirs d’un musicien, 1904
- Paris : Souvenirs d’un musicien, 1907
- Monographie universelle de l’Orphéon, 1910
- Lettres et Souvenirs, 1871–1874, 1920